# مارينيو سيلفا
مارينيو سيلفا هو لاعب كرة قدم برتغالي في مركز ظهير ‏، ولد في 2 أغسطس 1983 في لشبونة في البرتغال. لعب مع نادي بايرنسيه ونادي كايالا الترفيهي.